# Badi (Sudan)
Badi fu una città portuale, situata nell'odierno Sudan, ai confini con l'Eritrea.

## Storia
Citata già a partire dal IX secolo da Al-Ya'qubi, Badi fu il porto sul Mar Rosso del popolo Begi in epoca medioevale. Il periodo di massima prosperità lo visse tra il X ed il XIII secolo. In seguito a quel periodo venne lentamente abbandonata in favore di Suakin.